# 장덕균
장덕균 (1965년 12월 20일~)은 대한민국의 영화감독 겸 작가, 방송인이다. 서울특별시 출신.
고등학교 1학년이던 1981년 방송작가로 데뷔했으나 학교 성적이 좋지 않아  2년 만에 그만뒀고 뒷날 대학교 2학년 때 방송작가로  본격적인 데뷔를 했으며 개그 콘서트 작가로 활동하였다.

## 학력 및 경력
- 용문고등학교 졸업
- 추계예술대학교 문예창작과 졸업
- 명지대학교 국문학과 국문학 학사
- 1981년 MBC '청춘만세' 극본 데뷔

## 수상 경력
- 제 17회 한국방송작가상 수상
- 2002년 KBS 연예대상 작가상 코메디부문 <<개그 콘서트>>

## 저서
- 《청와대 가는 길》 (새와물고기, 1997.01)
- 《한다면 한다》 (새와물고기, 1997.10)

## 같이 보기
- 개그콘서트

1. ↑  강경희 (1993년 4월 26일). “"책이름「改革(개혁)은 못말릴 大勢(대세)」라는 뜻"”. 조선일보. 2022년 2월 25일에 확인함.
2. ↑  서현진 (2016년 12월 27일). “[프로듀:썰] '코미디빅리그' 장덕균 작가, 풍자개그 1인자→웃음 트렌드세터로”. 비즈엔터. 2022년 2월 25일에 확인함.